# 嘉樂庇
嘉樂庇（1910年9月5日—1989年8月22日）生於里斯本，澳門第121任總督。
曾在陸軍服役，並在印度果阿、安哥拉等地服務。1966年11月25日出任澳門總督，上任不久即發生「一二·三事件」，致使其簽署承擔全部責任之聲明書。1970年9月獲准續任兩年，同年晉升為將軍。1972年7月又獲准續任兩年。
嘉樂庇重視澳門工業的發展，推行以工業作為發展經濟基礎的新政策，推動澳氹大橋和九澳深水港的興建。其中前者更成為當時葡萄牙「十大建設」工程項目之一，該座大橋更以嘉樂庇總督命名。
1974年，葡萄牙發生「四·二五革命」，澳門工商界曾發起簽名運動，挽留他繼續擔任澳督職務。而在所有葡萄牙海外省總督在革命後都被撤職的同時，嘉樂庇卻獲留至同年10月離任，1989年於葡萄牙里斯本病逝。